# Stark konvexer Raum
Stark konvexe Räume sind im mathematischen Teilgebiet der Funktionalanalysis betrachtete normierte Räume, die einer speziellen Konvexitätsbedingung genügen. Diese ist eine geometrische Eigenschaft, die unter anderem zur Folge hat, dass der Rand der Einheitskugel keine „großen“ konvexen Mengen enthält. Dieser Begriff geht auf Witold Lwowitsch Schmulian zurück.

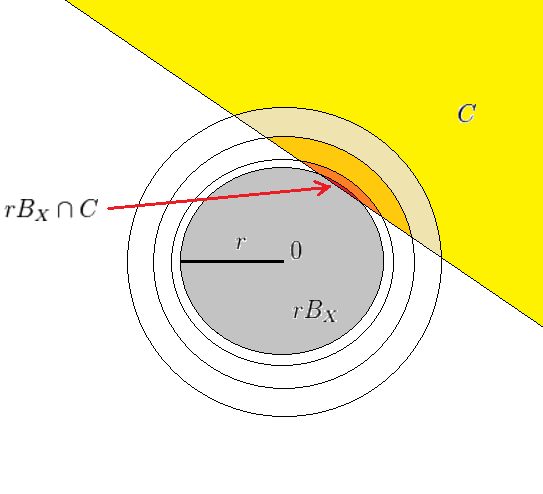
Stark konvexer Raum: Der nicht-leere Durchschnitt aus Kugel und konvexer Menge wird beliebig klein.

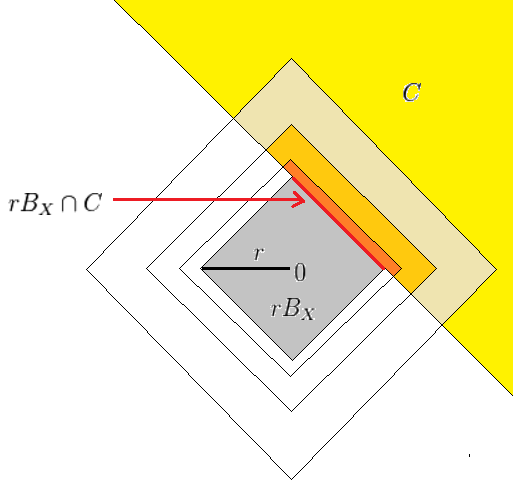
Kein stark konvexer Raum: Der nicht-leere Durchschnitt aus Kugel und konvexer Menge hat stets einen positiven Durchmesser.

## Definitionen
Für einen normierten Raum {\displaystyle (X,\|\cdot \|)} sei {\displaystyle B_{X}:=\{x\in X;\,\|x\|\leq 1\}} die Einheitskugel sowie {\displaystyle rB_{X}} die um den Faktor {\displaystyle r>0} gestreckte Kugel, das heißt die Kugel um 0 mit Radius {\displaystyle r}. Für eine Teilmenge {\displaystyle A\subset X} sei {\displaystyle \operatorname {diam} (A):=\sup\{\|x-y\|;\,x,y\in A\}} der Durchmesser dieser Menge und {\displaystyle \operatorname {dist} (A,y):=\inf\{\|x-y\|;\,x\in A\}} der Abstand eines Punktes {\displaystyle y} zu dieser Menge.
Ein normierter Raum {\displaystyle (X,\|\cdot \|)} heißt stark konvex, falls für jede nicht-leere konvexe Menge {\displaystyle C\subset X} gilt:
{\displaystyle \operatorname {diam} (rB_{X}\cap C)\rightarrow 0} für {\displaystyle r\searrow \operatorname {dist} (C,0)}.

## Beispiele und Eigenschaften
- Wie nebenstehende Zeichnungen verdeutlichen, ist der {\displaystyle \mathbb {R} ^{2}} mit der euklidischen Norm stark konvex, mit der Summennorm hingegen nicht. Dies zeigt auch, dass starke Konvexität von der Norm abhängt und nicht nur von der Isomorphieklasse des Raums.
- Gleichmäßig konvexe Räume sind stark konvex, stark konvexe Räume sind strikt konvex, die Umkehrungen gelten im Allgemeinen nicht.[3]
- Nach Ky Fan und Irving Glicksberg hat jeder stark konvexe Raum die Radon-Riesz-Eigenschaft und ist umgekehrt jeder reflexive, strikt konvexe Raum mit der Radon-Riesz-Eigenschaft stark konvex.[4][5]
- Es seien {\displaystyle \ell ^{1}} der Folgenraum der absolut-summierbaren Folgen mit der Norm {\displaystyle \|\cdot \|_{1}} sowie {\displaystyle \ell ^{2}} der Folgenraum der quadratisch-summierbaren Folgen mit der Norm {\displaystyle \|\cdot \|_{2}}. Bekanntlich ist {\displaystyle \ell ^{1}\subset \ell ^{2}} und durch {\displaystyle \textstyle \|x\|:=(\|x\|_{1}^{2}+\|x\|_{2}^{2})^{1/2}} wird eine zu {\displaystyle \|\cdot \|_{1}} äquivalente Norm auf {\displaystyle \ell ^{1}} definiert. Dann ist {\displaystyle (\ell ^{1},\|\cdot \|)} strikt konvex, hat die Radon-Riesz-Eigenschaft (sogar die stärkere Schur-Eigenschaft), ist aber nicht stark konvex.

## Äquivalente Charakterisierungen
Es stellt sich heraus, dass man in der Definition der starken Konvexität nicht alle konvexen Mengen des normierten Raumes {\displaystyle X} betrachten muss, es genügt, sich auf abgeschlossene Halbräume zu beschränken. Diese kann man bekanntlich durch die Realteile stetiger, linearer Funktionale, das heißt durch Elemente des Dualraums {\displaystyle X'}, beschreiben. Das spiegelt sich in der folgenden Liste äquivalenter Aussagen über einen normierten Raum {\displaystyle X} wider:
- {\displaystyle X} ist stark konvex.
- Für jedes {\displaystyle f\in X'}, {\displaystyle \|f\|=1}, gilt {\displaystyle \operatorname {diam} \{x\in X;\,\|x\|\leq 1,\operatorname {Re} f(x)\geq 1-\delta \}\rightarrow 0} für {\displaystyle \delta \searrow 0}.
- Ist {\displaystyle (x_{n})_{n\in \mathbb {N} }} eine Folge in {\displaystyle X} mit {\displaystyle \|x_{n}\|=1} für alle Folgenglieder und ist {\displaystyle f\in X'}, {\displaystyle \|f\|=1}, mit {\displaystyle \operatorname {Re} f(x_{n})\rightarrow 1}, so ist die Folge eine Cauchy-Folge.
- Sind {\displaystyle C\subset X} nicht leer und konvex, {\displaystyle x\in X} und {\displaystyle (y_{n})_{n\in \mathbb {N} }} eine Folge in {\displaystyle C} mit {\displaystyle \|x-y_{n}\|\rightarrow \operatorname {dist} (C,x)}, so ist die Folge eine Cauchy-Folge.

Die Cauchy-Folgen in obigen äquivalenten Charakterisierungen sind im Allgemeinen wegen fehlender Vollständigkeit nicht konvergent.
Unter Berücksichtigung der Vollständigkeit erhält man, dass für einen normierten Raum {\displaystyle X} folgende Aussagen äquivalent sind:
- {\displaystyle X} ist ein stark konvexer Banachraum.
- Ist {\displaystyle (x_{n})_{n\in \mathbb {N} }} eine Folge in {\displaystyle X} mit {\displaystyle \|x_{n}\|=1} für alle Folgenglieder und ist {\displaystyle f\in X'}, {\displaystyle \|f\|=1}, mit {\displaystyle \operatorname {Re} f(x_{n})\rightarrow 1}, so konvergiert die Folge.
- Sind {\displaystyle C\subset X} nicht leer, abgeschlossen und konvex, {\displaystyle x\in X} und {\displaystyle (y_{n})_{n\in \mathbb {N} }} eine Folge in {\displaystyle C} mit {\displaystyle \|x-y_{n}\|\rightarrow \operatorname {dist} (C,x)}, so konvergiert die Folge in {\displaystyle C}.
- {\displaystyle X} ist reflexiv, strikt konvex und hat die Radon-Riesz-Eigenschaft.